# Ликиньє
Лики́ньє (рос. Ликинье, ерз. Ликинье) — присілок у складі Єльниківського району Мордовії, Росія. Входить до складу Акчеєвського сільського поселення.
Населення — 54 особи (2010; 61 у 2002).
Національний склад (станом на 2002 рік):
- татари — 98 %